# Haus Lenoncourt

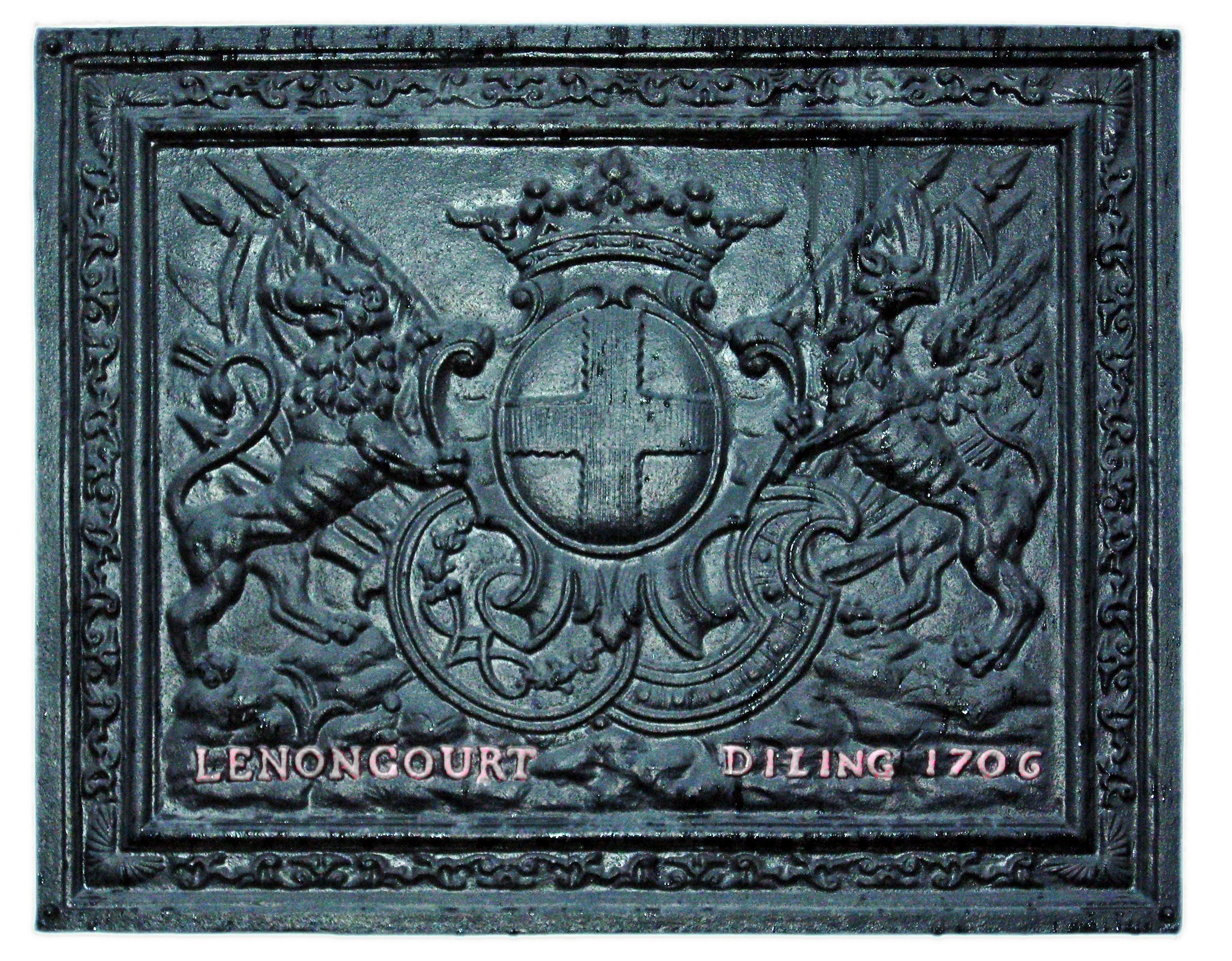
Takenplatte der Dillinger Hütte von 1706 mit dem Wappen der Familie Lenoncourt.

Das Haus Lenoncourt gehörte zu den vier ältesten Familien Lothringens, die ursprünglich wohl de Nancy hieß, bis Gérard de Nancy den Namen in Lenoncourt nach dem gleichnamigen Besitz bei Nancy änderte.
Die Familie ist vom 11. bis zum Beginn des 18. Jahrhunderts bezeugt und vor allem durch ihre Kardinäle und Erzbischöfe des 16. Jahrhunderts bekannt:
- Robert I. de Lenoncourt († 1532), Erzbischof und Primas
- Robert II. de Lenoncourt († 1561), Erzbischof und Kardinal
- Henri III. de Lenoncourt († 1584), Maréchal-général des Camps et Armées du Roi
- Philippe de Lénoncourt (1527–1592), Bischof und Kardinal
- Marie Sidonia de Lenoncourt (1650–1685), Marquise de Courcelles, Memorialistin
- Charles Henry Gaspard de Lenoncourt († 1713), Marquis de Blainville, Gründer der Dillinger Hütte[1]

## Stammliste

### 11.–12. Jahrhundert
- Odalric de Nancy, 1065 Unterzeichner einer Urkunde des Adalbero von Luxemburg, Bischof von Metz, und 1069 einer Urkunde von Odo, Bischof von Toul[2]
- Drogon de Nancy, Seneschall von Lothringen, Unterzeichner eines Dokuments des Herzogs Dietrich II. von Lothringen (regierte 1070–1115)
- Drogon de Nancy, Seneschall von Lothringen des Herzogs Mathäus I. von Lothringen († 13. Mai 1176), Unterzeichner eines Dokuments des neuen Herzogs Simon II. von Lothringen vom 14. Mai 1176, später Zisterzienser in der Abtei Beaupré; er hatte zwei Söhne Simon und Walter, die ebenfalls 1176 bezeugt sind – Stammvater des Hauses Lenoncourt

### 13.–15. Jahrhundert
1. Gérard de Nancy, genannt le Tartre, 1250 bezeugt; ⚭ NN
  1. Thierry de Nancy († kurz vor 24. Juni 1313), gründete 1261 das Franziskanerkloster in Toul, 1295 Bellis von Nancy (vgl. Deutsches Bellistum) zur Zeit des Herzogs Ferri/Friedrich III. († 1302), 1310 als Thierry de Lenoncourt bezeugt, bestattet in der Franziskanerkirche in Toul; ⚭ Helvis († kurz vor 3. Juni...)
    1. Gérard II. de Nancy († vor 12. Januar 1348), 1313/42 bezeugt, Chevalier, Seigneur de Lenoncourt, de Gondreville, de Trouans, de Champigneulles, d’Isy et de Guillancourt, testiert 7. Januar 1348, bestattet in der Franziskanerkirche in Toul; ⚭ Felice d’Ormes, Witwe von Henri de Ferrières, 1347 bezeugt
      1. Thierry II. de Lenoncourt, genannt de Nancy Chevalier, Seigneur de Lenoncourt, 1344/72 bezeugt; ⚭ (1) Agnès du Châtelet († 1352); ⚭ (2) Jeanne de Paroye, Witwe von Jean, Seigneur d’Haraucourt; alle drei bestattet in der Abtei Clairlieu
        1. (1) Gérard III. de Lenoncourt, Seigneur de Lenoncourt, testiert 16. Juni 1380; ⚭ Catherine d’Haraucourt, Tochter von Jean II. d’Haraucourt und Jeanne de Paroye
          1. Thierry de Lenoncourt († vor 15. Dezember 1385), Chevalier, Seigneur de Lenoncourt, 1383 bezeugt
          2. Jean de Lenoncourt, 1385/1428 bezeugt; ⚭ Lise des Armoises, Tochter von Richard des Armoises
            1. Marguerite de Lenoncourt, 1455 bezeugt; ⚭ 1414Guillaume de Savigny, Seigneur de Tonnoy, des Rosne et de Leymont, 1455 bezeugt

          3. Herman de Lenoncourt († vor 25. Februar 1449), 1429 bezeugt; ⚭ Jeanne de Luxembourg-La Tour, Tochter von Gilles bâtard de Luxembourg und Clémence de La Tour, Dame de La Tour en Voëvre
            1. Thierry III. de Lenoncourt († 7. November 1483 in Paris), Seigneur de Lenoncourt, 1436/51 bezeugt, 1448 Ritter im Ordre du Croissant, 1443 Bailli de Vitry-en-Perthois, Ratgeber und Kämmerer Ludwigs XI., Capitaine von La Rochelle, 1472 Capitaine von Dun-le-Roi, 1474 Capitaine de Châtillon-sur-Marne, 1477 Capitaine von Beaufort, Larzicourt, Soulanges und Villemayeu, 1474 französischer Botschafter beim Kaiser; ⚭ (1) Marguerite de Laval, Witwe von Arnoul de Sampigny; ⚭ (2) Antoinette, Dame d’Haroué, Tochter von Henri, Seigneur de Sarobbé, und Isabelle de Nancy
              1. Henri I. de Lenoncourt (* um 1425 † 18. September 1477), 1464/68 bezeugt, Ratgeber und Kämmerer Ludwigs XI.; ⚭ 1450 Jacquette / Jeanne de Baudricourt († 19. Februar 1493), Tochter von Robert de Baudricourt, Seigneur de Baudricourt, und Aléarde de Chambley, Schwester von Jean de Baudricourt, Marschall von Frankreich – Nachkommen siehe unten
              2. Éléonore de Lenoncourt; ⚭ Érard de Dompmartin

            2. Philippe de Lenoncourt l’Aîné, Grand Ecuyer des (Titular)Königs von Sizilien
            3. Philippe de Lenoncourt le Jeune, Seigneur de Lenoncourt (en partie), Gondrecourt, Serres, Frouard, Grand Écuyer des René d’Anjou, (Titular)König von Sizilien, 1448 Ritter im Ordre du Croissant, Ratgeber und Kämmerer des Königs Ludwig XI.; ⚭ (1) Catherine de Beauvau, Tochter von Bertrand des Beauvau, Seigneur de Pressigny, und Jeanne de La Tour-Landry (Haus Beauvau); ⚭ (2) Margarete Bayer von Boppard († 1496) – Nachkommen siehe unten
            4. Nicole de Lenoncourt, 1449 bezeugt

          4. Didier de Lenoncourt, 1383/98 bezeugt
          5. Catherine de Lenoncourt, 1445 Witwe, 1447/49 bezeugt; ⚭ Venchelin de La Tour, Bailli de Vitry, Sohn von Gilles bâtard de Luxembourg und Clémence de La Tour, Dame de La Tour en Voëvre

        2. (1) Henri de Lenoncourt, Primicerius der Kirche von Metz, 1383/98 bezeugt
        3. (2) Collard de Lenoncourt, Chevalier, 1383/1415 bezeugt; ⚭ Lise de Florenges, Tochter von Philippe III. de Florenges, 1430 Witwe, 1431 bezeugt
          1. Jeanne de Lenoncourt, 1430 Dame de Florenges (en partie), 1438 bezeugt; ⚭ (1) (Ehevertrag 2. Juni 1403) Jean de Marley, Seigneur de Saulcy; ⚭ (2) vor 3. Oktober 1430 Henri de La Tour, Seigneur de Pierrefort, Bailli de Vitry, 1438 bezeugt
            1. Collard de Marley, Seigneur de Saulcy, de Jametz, de Florenges (en partie); ⚭ NN
              1. Jeanne de Marley; ⚭ (1) 1449 Robert I. de La Marck († 1489), Seigneur de Sedan (Haus Mark)

          2. Marguerite de Lenoncourt, Dame de Florenges (en partie), 1430 bezeugt; ⚭ Michel de Castres, 1430 bezeugt

      2. Nicolas de Lenoncourt, 1344 als Colin de Lenoncourt bezeugt – Nachkommen siehe unten
      3. Herman de Lenoncourt
        1. Helvis de Lenoncourt; ⚭ Henry de Dompartin

    2. Alix de Nancy; ⚭ Warry d’Ormes, Seigneur de Fléville
    3. Beatrix de Nancy; ⚭ Jean de Maizay
    4. Catherine de Nancy; ⚭ Geoffroy de Blecourt

  2. Jacques de Nancy, genannt le Tartre, Chevalier
    1. Regnier de Nancy, Chevalier, 1345 bezeugt; ⚭ Alix
      1. Jacquemin, 1345 bezeugt; ⚭ Jeanne

  3. Gérard und Jean de Nancy

### Die Kardinäle
1. Henri I.de Lenoncourt (* um 1425 † 18. September 1477), 1464/68 bezeugt, Ratgeber und  Kämmerer Ludwigs XI.; ⚭ 1450 Jacquette / Jeanne de Baudricourt († 19. Februar 1493), Tochter von Robert de Baudricourt, Seigneur de Baudricourt, und Aléarde de Chambley, Schwester von Jean de Baudricourt, Marschall von Frankreich – Vorfahren siehe oben
  1. Thierry IV. de Lenoncourt († 20. Januar 1514), 1478/1514 bezeugt, Seigneur de Lenoncourt et de Vignory, 1496 Bailli de Vitry, Ratgeber und Kämmerer des Königs; ⚭ Jeanne de Ville († 3. Februar 1525 in Vitry), Tochter von Colignon de Ville, Seigneur de Ville-sur-Illon, und Mahaut de Ville
    1. Henri II. de Lenoncourt († 1555 in Deutschland), Seigneur de Lenoncourt, Bailli de Vignory, Seigneur de Ville, de Baudricourt et de Passy-en-Valois, 1515 Bailli de Vitry, 1528 Bailli et Gouverneur de Valois, Mai 1543 Comte de Nanteuil-le-Haudouin, 1544 Gouverneur von Ivry; ⚭ Marguerite de Broyes, Tochter von Jean de Broyes, Seigneur de Passy-en-Valois, de Nanteuil-le-Haudouin, und Jeanne de Villiers, sie heiratete in zweiter Ehe Georges d’Urre, Seigneur de Venterol
      1. Robert de Lenoncourt († kurz nach 26. August 1566), Seigneur de Lenoncourt, 1555 Comte de Vignory, Baron de Passy-en-Valois, de la Voëvre, de Dannemarie, Bailli et Gouverneur de Valois; ⚭ 20. Mai 1543 Josseline de Pisseleu, 1578 bezeugt, Tochter von Adrien de Pisseleu, Seigneur d’Heilly, und Charlotte d’Ailly, sie heiratete in zweiter Ehe Nicolas des Lions, Seigneur d’Espaux, 1578 bezeugt
        1. Madeleine de Lenoncourt, Comtesse de Vignory, 1572 bezeugt; ⚭ François de Quincampoix, Seigneur de Muy
        2. Guillemette de Lenoncourt, Dame de Passy-en-Valois; ⚭ 20. Juni 1577 Louis le Clerc, Seigneur de Fleurigny bei Sens

      2. Philippe de Lénoncourt (* 1527; † 13. Dezember 1592), 1550 Bischof von Châlons, 1560 Bischof von Auxerre, 1586 Kardinal
      3. Louis de Lenoncourt, 1562/67 bezeugt, Seigneur de Colombey; ⚭ Jeanne de Dinteville, Tochter von Guillaume de Dinteville, Seigneur des Chenets, und Louise de Rochechouart, sie heiratete in zweiter Ehe Philippe II. de Choiseul, Baron d’Aigremont
        1. Charles de Lenoncourt, Seigneur de Colombey; ⚭ 14. Januar 1594 Antoinette de Genevois-Blagny, Tochter von Pierre de Genevois, Seigneur de Blagny, und Françoise d’Anglure de Bourlemont
          1. Claude de Lenoncourt (X 25. Juli 1643 bei der Belagerung von Thionville), Seigneur de Colombey, genannt le Marquis de Lenoncourt, Gouverneur von Lothringen, Lieutenant-général des Armées du Roi
          2. Philippe de Lenoncourt, 1655 bezeugt, Abt von Rebais, Almosenier Ludwigs XIII.
          3. Pierre de Lenoncourt, Abt von Montier-en-Argonne
          4. Charlotte de Lenoncourt, Karmeliterin

        2. Philippe de Lenoncourt, Abt von Rebais 1632
        3. Gabrielle de Lenoncourt († 1638); ⚭ (Ehevertrag 11. März 1600) René du Châtelet, Seigneur de Châtillon et de Thons
        4. Tochter

      4. Jean de Lenoncourt (alias Henri), Abt von Essômes, Abt von Montier-en-Argonne, Moutiers-Saint-Jean, Barbeaux und Rebais
      5. Henri III. de Lenoncourt († 5. oder 31. Dezember 1584, 47 Jahre alt), Seigneur de Lenoncourt et de Coupvray, Maréchal de camp, Ritter im Orden vom Heiligen Geist 31. Dezember 1580; ⚭ Françoise de Laval, Tochter von René de Laval, Seigneur du Bois-Dauphin, und Catherine Baïf (Haus Montmorency), sie heiratete in zweiter Ehe Louis VI. de Rohan, Prince de Guéméné († 1611)
        1. Madeleine de Lenoncourt († 1602), Dame de Coupvray; verlobt mit Louis VII. de Rohan, 1. Duc de Montbazon († 1. November 1589) (Haus Rohan); ⚭ (Ehevertrag 24. Oktober 1594) Hercule de Rohan, 2. Duc de Montbazon, Pair und Großjägermeister von Frankreich (* 27. August 1568; † 16. Oktober 1654), Bruder von Louis VII. (Haus Rohan)

      6. Madeleine (alias Marie) de Lenoncourt († 21. November 1581), 1575 Witwe; ⚭ (Ehevertrag 28. Juni 1544) Pierre d’Harcourt, Baron d’Annebecq, Lieutenant-général du Roi en Normandie
      7. Jeanne de Lenoncourt († 1582); ⚭ 12. Dezember 1547 René II. de Laval († 1557), Seigneur du Bois-Dauphin (Haus Montmorency)
        1. Urbain de Laval, (* 1557; † 27. März 1629), Marschall von Frankreich

      8. Charlotte de Lenoncourt († vor 15. Februar 1573); ⚭ 1553 Nicolas Rouault, Seigneur de Garnaches

    2. Robert II. de Lénoncourt (* 1510; † 4. Februar 1561), 1535 Bischof von Châlons, 1538 Kardinal, 1551 Bischof von Metz, 1556 Erzbischof von Embrun und Bischof von Auxerre, 1560 Erzbischof von Arles und Administrator von Toulouse
    3. Nicole de Lenoncourt, 1532 Witwe; ⚭ Érard du Châtelet, Seigneur de Vauvillars
    4. Jacqueline de Lenoncourt, 1540 bezeugt; ⚭ (1) Jean d’Aguerre, Baron de Vienne-le-Château, Kämmerer des Herzogs von Lothringen, 1540 bezeugt; ⚭ (2) Charles de Coutes, Seigneur de Pavant

  2. Robert I. de Lenoncourt († 25. September 1532), Kommendatarabt von Tournus, Saint-Remi de Reims, 1484 Erzbischof von Tours, 1509 Erzbischof von Reims, krönte 1515 Franz I.
  3. Claude de Lenoncourt († wohl 1496), Seigneur d‘Haroué, 1483 Bailli de Vitry, 1487 Capitaine von Vitry, 1496 bezeugt; ⚭ Marguerite d’Alègre, Dame de Busset, Tochter von Bertrand de Tourzel, genannt d‘Alègre, Baron de Puissagut, de Busset etc., und Jeanne de Lévis-Cousan, sie heiratete in zweiter Ehe Pierre de Bourbon, Chevalier, Seigneur et Baron de Busset, Ratgeber und Kämmerer Ludwigs XI.

### Die Linien Gondrecourt und Serres
1. Philippe de Lenoncourt le Jeune, Seigneur de Lenoncourt (en partie), Gondrecourt, Serres, Frouard, Grand Écuyer des René d’Anjou, (Titular)König von Sizilien, 1448 Ritter im Ordre du Croissant, Ratgeber und Kämmerer des Königs Ludwig XI.; ⚭ (1) Catherine de Beauvau, Tochter von Bertrand des Beauvau, Seigneur de Pressigny, und Jeanne de La Tour-Landry (Haus Beauvau); ⚭ (2) Margarete Bayer von Boppard († 1496) – Vorfahren siehe oben
  1. (1) Louis I. de Lenoncourt, Vicomte de Meaux, Ratgeber und Kämmerer des Königs Ludwig XI.; ⚭ Claude de La Marck, Tochter von Robert I. de La Marck, Seigneur de Sedan, und Jeanne de Marley
  2. (1) Bernardin de Lenoncourt († 21. Oktober 1533), 1490 Gouverneur von Burgund, dann Seigneur de Gondrecourt, Bailli de Saint-Mihiel, Gouverneur von Blamont; ⚭ Marguerite de Haraucourt, Tochter von Perrin de Haraucourt, Bailli de Nancy, und Blanche Fleure de Chambley, Dame de Chambley
    1. Louis II. de Lenoncourt († 10. September 1544), Seigneur de Serres et de Gondrecourt, Bailli de Saint-Mihiel, Gouverneur de Blamont; ⚭ Catherine de Haraucourt, Tochter von Gérard de Haraucourt und Françoise d’Anglure, sie heiratete in zweiter Ehe Théodore de Saulx, Seigneur d’Ormes et de Paroye, Seneschall von Lothringen
      1. Bernardin II. de Lenoncourt († 1605), Seigneur de Gondrecourt, Bailli de Saint-Mihiel; ⚭ Claudine de Choiseul, Tochter von Antoine de Choiseul, Baron de Lanques, Seigneur de Pressigny, und Anne de Ray
        1. Théodore de Lenoncourt († 1613), Seigneur de Gondrecourt, Reichsgraf, Bailli de Saint-Mihiel, Gouverneur von Marsal, dann von Nivelle; ⚭ Françoise de Haraucourt, Tochter von Perrin de Haraucourt, Seigneur de Chambley, und Eve de Lucy
          1. Charles de Lenoncourt, Seigneur de Gondrecourt, Marquis de Blainville, Reichsgraf; ⚭ Henriette de Joyeuse, Tochter von Claude de Joyeuse, Comte de Grandpré, Gouverneur von Mouzon und Beaumont-en-Argonne, und Philiberte de Saulx-Torpes
            1. Antoine de Lenoncourt († vor 1645), Marquis de Blainville, Reichsgraf; ⚭ Februar 1635 Catherine de Sainte-Maure, Tochter von Léon de Sainte-Maure, Baron de Montausier, und Marguerite de Châteaubriand, Schwester von Charles de Sainte-Maure, sie heiratete 1645 in zweiter Ehe Philibert-Élie de Pompadour, Marquis de Laurières
            2. Claude und Thierry de Lenoncourt († vor Antoine de Lenoncourt)
            3. François de Lenoncourt († vor 10. August 1664), Baron de Neuvron en Verdunois, dann Marquis de Blainville nach dem Tod von Antoine de Lenoncourt, Seigneur de Gondrecourt, Reichsgraf;[3] ⚭ Antoinette de Savigny, Erbtochter von François de Savigny, Gouverneur und Bailli von Clermont, und Maria Madgalena von Braubach
              1. Charles Henri Gaspard de Lenoncourt († 14. Dezember 1713), Marquis de Lenoncourt et de Blainville, Reichsgraf, Großkämmerer des Herzogs Leopold von Lothringen, dessen Gesandter in Frankreich, 1698 dann in Rom; ⚭ 31. August 1679 Charlotte Yolande de Nettancourt, Tochter von François de Nettanourt, Seigneur de Passavant, und Henriette des Armoises
                1. Charles Louis Henri de Lenoncourt († Schloss Blainville 15. Juni 1735), Marquis de Blainville, Reichsgraf, Premier Gentilhomme de la Chambre der Herzöge Leopold und Franz III.;[4] ⚭ 14. Oktober 1710 Thérèse Angélique de Ligniville († 16. Juli 1770 im Hennegau im 77. Lebensjahr), Tochter von Melchior de Ligniville, Reichsgraf, Marquis d’Houécourt, Marschall von Lothringen und Bar, und Marguerite Antoinette de Bouzey
                  1.                     1. Tochter, 1749 Secreta in Remiremont
                    2. Gabrielle Charlotte de Lenoncourt; ⚭ 1749 Joseph, Marquis de Raigecourt, Comte de Gournay

                2. Jean-Baptiste François de Lenoncourt († 1741), Marquis de Lenoncourt et de Blainville, Reichsgraf, Grand Maître de la Garde-Robe des Herzogs Leopold von Lothringen; ⚭ Catherine Antoinette, geborene Comtesse de Lambertye, Kanonikerin in Mons, Tochter von Nicolas François, Marquis de Lambertye, und Elisabeth de Ligniville
                  1. Charles François Antoine de Lenoncourt († 11. Mai 1750), Marquis de Lenoncourt et de Blainville; ⚭ 25. März 1749 Marie Jeanne Thérèse de Cléron, Tochter von Charles Louis Bernard de Cléron, genannt le Comte d’Haussonville, Grand Louvetier von Stanislaus Leszczyński, und Marie Françoise von Massenbach – keine Nachkommen

                3. Louis Antoine de Lenoncourt, Abt von Saint-Mihiel
                4. Charlotte Thérèse de Lenoncourt, vor der Ehe im Stift Remiremont; ⚭ 17. September 1704 Louis Alexandre de Choisy, Marquis de Mognéville
                5. Antoinette Charlotte de Lenoncourt, vor der Ehe im Stift Remiremont; ⚭ 11. Dezember 1715 François Delphin d’Aulède, Seigneur de Margaux
                6. Elisabeth Marthe Christine de Lenoncourt, vor der Ehe im Stift Remiremont; ⚭ 23. April 1714 Antoine Bernard de Reims, Baron de Vannes, Seigneur de Barizey dans la Pays Messin

              2. François de Lenoncourt († im Duell)
              3. Charles Antoine Joseph de Lenoncourt (X in Ungarn)
              4. Antoine de Lenoncourt († 1699), Augustiner-Kanoniker, Abt von Chamouzey
              5. Robert de Lenoncourt († 18, Jahre alt) Augustiner-Kanoniker in Pont-à-Mousson
              6. Ferry de Lenonourt († jung)
              7. Françoise Agnès de Lenoncourt († Februar 1663), Nonne in der Abtei Sainte-Glossinde in Metz, 24. Dezember 1647 zur Äbtissin gewählt, vom Papst bestätigt, vom König abgelehnt
              8. Christine de Lenoncourt, geistlich in Sainte-Maure in Pont-à-Mousson
              9. Charlotte Madeleine de Lenoncourt, Kanonikerin in Épinal; ⚭ (1) NN, Seigneur de Majastre, Gouverneur von Épinal; ⚭ (2) NN de Villelume, Seigneur du Bâtiment en Limousin; ⚭ (3) NN Seigneur de Vierne en Picardie
              10. Marie Madeleine und Marie Claire de Lenoncourt, Visitantinnen mit ihrer Schwester Christine
              11. Henriette Madeleine de Lenoncourt († 1698); ⚭ 3. April 1672 Georges, Marquis de Lambertye, Marschall von Lothringen (* 1647; † 1713)

          2. Théodore de Lenoncourt († 1613)
          3. Marguerite de Lenoncourt; ⚭ Charles de Danois, Vicomte de Ronchères

        2. Antoine de Lenoncourt, Kommendatarabt von Beaupré, Seigneur et Prieur de Lhuis
        3. Philiberte de Lenoncourt, vor der Ehe im Stift Remiremont, Kantorin dieser Abtei; ⚭ nach 1579 Jean d’Allamont, Seigneur de Malandry

      2. Jean de Lenoncourt († 1591 bei der Belagerung von Stenay), Seigneur de Serres, Grand Maître d’Hôtel des Herzogs von Lothringen, Gouverneur von Villefranche und Bailli von Saint-Mihiel; ⚭ Barbe du Puy-du-Fou, 1612 bezeugt, Tochter von Jean, Seigneur du Puy-du-Fou, Bailli des Bistums Metz, und Isabeau de Beauvau
        1. Charles de Lenoncourt (X 15. Mai 1570)
        2. Louis Jean de Lenoncourt († 1594, 27 Jahre alt), Seigneur de Serres, Baron de Pierrefort, Bailli von Saint-Mihiel, Gouverneur von Villefranche; ⚭ Claude de Fresneau, Erbtochter von Jean de Fresneau, Seigneur de Pierreport, und Claude de Beauvau
          1. Charles de Lenoncourt († 1644), Seigneur de Serres, Baron de Pierrefort, Bailli und Gouverneur von Saint-Mihiel; ⚭ Cristina Eleonora de Madruzzo, Comtesse de Chalant († 1669), Tochter von Gabriele Ferdinando de Madruzzo, Comte d’Ave et d’Asberg, de Chalant, de Brenton, Baron de Bauffremont, und Bonne de Livron (Haus Madruzzo)
            1. Henri de Lenoncourt, Marquis de Lenoncourt, Comte de Chalant, Seigneur de Serres; ⚭ Christine Charlotte de Havart-de-Senantes, Tochter von François de Havart, Seigneur de Senantes, und Chrétienne Mauricette de Damas
              1. Charles de Lenoncourt(X 4. Oktober 1693 in der Schlacht bei Marsaglia), Comte de Chalant et d’Ave im Piemont
              2. Chrétienne de Lenoncourt († 2. April 1755 in Pont-à-Mousson, 117 Jahre alt); ⚭ Octave de Carretto, Marquis de Balestrin im Piemont

          2. Antonie de Lenoncourt († Juni 1705), Comte d’Ave etd’Asberg, nahm nach dem Tod seines älteren Bruders dem Titel Marquis de Lenoncourt an;⚭ Maria Cäcilia von Mörsberg, Tochter von Julius Neidhardt, Grraf von Mörsberg, und Maria Sidonia von Eggenberg
            1. Marie Françoise de Lenoncourt († 1709), Marquise de Lenoncourt, Gouvernante der Kinder des Herzogs von Lothringen; ⚭ Denis Sublet, Comte d’Heudicourt – die Nachkommen nehmen Namen und Wappen Lenoncourt an

          3. Charlotte Marguerite de Lenoncourt, Äbtissin von Épinal

        3. Catherine de Lenoncourt, Äbtissin von Juigny bei Sténay

      3. Charles de Lenoncourt († 30. März 1596), Seigneur d’Ormes, testiert 12. Dezember 1589; ⚭ Gabrielle de Marteau
        1. (unehelich, Mutter: Gilberte de Baudreuil) Charlotte

      4. Françoise de Lenoncourt; ⚭ (1) 15. September 1546 René de Fresneau; ⚭ (2) Philibert II. du Châtelet, Baron de Saint-Amand et de Cirey (Haus Le Châtelet)
      5. Nicole de Lenoncourt, Dame des Sœurs Prêcheresses de Nancy
      6. Marguerite, Dame de Bouxières
      7. Tochter; ⚭ NN, Seigneur de Lieu-Dieu, Gouverneur von Verdun

  3. (1) Jean de Lenoncourt, wohl Thesaurar der Abtei Saint-Martin de Tours und gewählter Bischof von Verdun
  4. (1) Jeanne de Lenoncourt; ⚭ Antoine de Baissey, Seigneur de Longecourt, Bailli de Dijon, Colonel des Suisses et Lansquenets
  5. (2) Blanche de Lenoncourt († 9. Mai 1482); ⚭ Henri de Haraucourt (X 5. Januar 1477 in der Schlacht bei Nancy)

### Die Linien Loches und Marolles
1. Nicolas de Lenoncourt, 1344 als Colin de Lenoncourt bezeugt – Vorfahren siehe oben
  1.  ? Antoine de Lenoncourt († 24. April 1448), Seigneur d’Is-sur-Tille, Bailli von Dijon; ⚭ Jeanne de Vienne († 1453)
    1. Philibert I. de Lenoncourt († 1485), Seigneur de Loches, de Chauffour, Gouverneur de Dijon; ⚭ Isabeau de Marchefoin
      1. Philippe I. de Leononcourt, Seigneur de de Chauffour, de Marolles et de Breuil, 1514 Bailli von Bar-sur-Seine; ⚭ Philippotte de La Marche, Tochter von Olivier de La Marche en Bresse, Witwe von Thierry de la Charme
        1. Jean I. de Lenoncourt, Seigneur de Loches et de Servigny, 1516 Bailli von Bar-sur-Seine, testiert 31. August 1539; ⚭ (Ehevertrag 18. Januar 1500 in Brüssel) Cornélie des Champs
        2. Olivier de Lenoncourt († 1542), 1518 Seigneur de Chauffour, 1518/31 Bailli von Langres, Seigneur de La Marche, de Douart, d’Is-sur-Tille; ⚭ (1) (Ehevertrag 5. Juli 1520) Claude de Méligny, Tochter von Jean de Méligny, Seigneur de Dampierre, Witwe von Hugues d’Amoncourt, Seigneur de Piépape; ⚭ (2) Philippotte de Malain, 1570 bezeugt
          1. (1) Philippe II. de Lenoncourt, Seigneur de Loches, d’Is-sur-Tille et de La Marche, Capitaine du Châtel de Dijon; ⚭ 25. Februar 1543 Anne de Chauvirey, Tochter von Jacques de Chauvirey, Seigneur d’Aunay et de Gratedon, und Jeanne de Saulx
            1. Claude de Lenoncourt († vor 7. Mai 1605), Seigneur de Loches, de la Marche et d’Is-sur-Tille, 1575 Bailli de Bar-sur-Seine; ⚭ (Ehevertrag 11. Dezember 1570 in Dijon) Henriette de Saulx, Tochter von Claude deSaulx, Lieutenant-général au pays de Bourgogne, und Christine de Vergy
              1. Étienne de Lenoncourt († vor seinem Vater), 1594 Malteserordensritter in der Prieuré de Champagne, 17 Jahre alt
              2. François de Lenoncourt, Seigneur de La Marche; ⚭ Anne de Marmier
              3. René de Lenoncourt († 24. Juni 1620), Seigneur de La Marche; ⚭ (Ehevertrag 1. Oktober 1608) Marguerite Fyot († 1620)
                1. Françoise de Lenoncourt, Dame de La Marche
                2. Anne, geistlich

              4. Anne de Lenoncourt, 1605 volljährig
              5. Guillemette de Lenoncourt
              6. Edmonde de Lenoncourt, 1620 in Remiremont
              7. Marguerite de Lenoncourt

            2. Edme de Lenoncourt, Seigneur de Souvigny; ⚭ Marie de Maulmont
              1. Anne de Lenoncourt; ⚭ Jean Postel, Seigneur d’Ormoy

            3. Renée und Charlotte de Lenoncourt
            4. Edmonde de Lenoncourt, geistlich in der Abtei Sainte-Glossinde zu Metz
            5. Anne de Lenoncourt; ⚭ NN, Seigneur de Bussillon

          2. (1) Edmond de Lenoncourt, 1555 bezeugt, Kanoniker und Kanzler der Kirche von Langres

        3. Pierre de Lenoncourt, Seigneur de Marolles, 1537 bezeugt; ⚭ 2. November 1529 in Compiègne Isabeau de Canisy († 1558), Tochter von Adrien de Canisy, Seigneur de Canisy en Picardie, 1542 Witwe, sie heiratete in zweiter Ehe Antoine de Champs, Seigneur de Rozay
          1. Claude de Lenoncourt, Chevalier, Seigneur de Marolles, 1586 bezeugt; ⚭ (Ehevertrag 12. Juni 1565) Anne de Maulmont, Tochter von Béraud de Maulmont, Seigneur de Château-Chinon en Berry, de La Vacherie etc.
            1. Antoine de Lenoncourt, Seigneur de Marolles, Poligny etc., Bailli de Bar-sur-Seine; ⚭ (Ehevertrag 13. September 1602) Marie d’Angennes, Tochter von Philippe d’Angennes, Seigneur du Fargis, und Jeanne de Hallwin
              1. Joachim de Lenoncourt (X 1655 vor dem Château de Mussy in Lothringen), genannt le Marquis de Marolles, Bailli von Bar-sur-Seine, Lieutenant-général des Armées du Roi, Gouverneur von Thionville; ⚭ Isabelle Claire Eugénie de Cronberg, Tochter von Adam Philipp XI. von Cronberg und Maria Sidonia von Daun, Gräfin von Falkenstein (Stammliste des Hauses Cronberg)
                1. Louis Anne de Lenoncourt († 1665), genannt le Marquis de Marolles
                2. Marie Sidonia de Lenoncourt, Dame de Marolles; ⚭ (1) 1666 Charles de Champlais, Marquis de Courcelles, Lieutenant-général de l’Artillerie de France, Sohn von Louis de Champlais, Marquis de Courcelles, und Marie de Neufville-Villeroy; ⚭ (2) Jacques Gauthier, Seigneur de Tilleul en Normandie

              2. Charles und Bernard de Lenoncourt († im Militärdienst)
              3. Paul de Lenoncourt († im Duell)
              4. Madeleine Claire de Lenoncourt († 16. August 1661); ⚭ (Ehevertrag 21. Dezember 1649) Louis François de Brancas, 2. Duc de Villars († 1679), Sohn von Georges de Brancas, 1. Duc de Villars (Haus Brancas), und Julienne-Hippolyte d’Estrées (Haus Estrées)
              5. Marie de Lenoncourt, geistlich in Jouarre, dann Äbtissin von Saint-Loup bei Orléans

            2. Marie de Lenoncourt; ⚭ 1. Juli 1596 François de Bascle, Seigneur d’Argenteuil
            3. (unehelich, Mutter unbekannt) Germain de Lenoncourt, genannt de Marolles, Seigneur de Saint-Jean, 1596 bezeugt

          2. Jean de Lenoncourt († vor 7. Mai 1586), Seigneur de Chauffour; ⚭ Françoise de Brancion, 1586 bezeugt, Tochter von Hugues de Brancion und Edmonde de Lantage, sie heiratete in zweiter Ehe vor 1586 Louis de Villiers-la-Faye, 1586 bezeugt
            1. Claude de Lenoncourt, Seigneur de Chauffour, 1650 bezeugt; ⚭ (1) Hélène de Bourdier; ⚭ (2) Jeanne Humbert
              1. Söhne, gestorben ohne Nachkommen

            2. Jeanne; ⚭ (1) Philibert de Villiers-la-Faye, Seigneur de Genas; ⚭ (2) Louis de Pouilly, Seigneur de Pouilly et de Bessey

          3. Anne de Lenoncourt; ⚭ Robert de Laumont, Seigneur de Bauland

        4. Philippe de Lenoncourt, Pfarrer von Saint-Germain bei Châtel-sur-Moselle bis 1538, 1518 Kanoniker und Vidame der Kirche von Reims
        5. Edmonde de Lenoncourt; ⚭ vor 1518 Jean de Cusance, Seigneur d’Arcy, Bailli de la Montagne